# الکس هاردن
الکس هاردن (انگلیسی: Alex Harden؛ زادهٔ ۲۷ مهٔ ۱۹۹۳) بازیکن بسکتبال اهل ایالات متحده آمریکا است.
از باشگاه‌هایی که در آن بازی کرده‌است می‌توان به فینکس مرکوری اشاره کرد.